# Sójeczka białosterna
Sójeczka białosterna (Podoces biddulphi) – gatunek średniej wielkości ptaka z rodziny krukowatych (Corvidae). Występuje endemicznie w północno-zachodnich Chinach. Bliski zagrożenia.

## Taksonomia
Po raz pierwszy gatunek opisał Allan O. Hume; opis ukazał się w 1874 na łamach „Stray Feathers”. Holotyp pochodził z Maralbashi (chiń. Bachu, ujg. Maralbeshi). Autor nadał sójeczce białosternej nazwę Podoces biddulphi; nazwa ta jest obecnie (2020) podtrzymywana przez Międzynarodowy Komitet Ornitologiczny. Sójeczka białosterna tworzy nadgatunek z mongolską (P. hendersoni), niekiedy są wydzielane razem do rodzaju Eupodoces ze względu na obecność czerni na wierzchu głowy, stosunkowo długie pokrywy nadogonowe, brak czarnej plamki na piersi, a także różnice w wokalizacji. Gatunek monotypowy.

## Morfologia
Długość ciała wynosi 26,7–31,2 cm; masa ciała samca 134–141 g, samicy – 120–132 g. Wymiary szczegółowe (liczba zmierzonych osobników nieznana): długość skrzydła 148–155 mm, długość ogona 103–108 mm, długość skoku 46–48 mm, dzioba – 54–58 mm.
Dziób długi, smukły, czarny i zagięty. Pióra szczeciniaste wokół nozdrzy mają barwę piaskową i są słabo widoczne. Z przodu wierzchu głowy pióra są stosunkowo luźne. Pokrywy nadogonowe długie, sięgają aż do połowy sterówek. Wierzch głowy czarny, wykazuje niebieskawy lub fioletowawy połysk. Gardło matowoczarne z białymi końcówkami piór, przy znoszonym upierzeniu zdaje się być czarne. Boki gardła matowoczarne z jasnymi końcówkami, za okiem przechodzą w małą plamkę. Pozostała część głowy, w tym obszar nad okiem, szyja, spód i wierzch ciała mają barwę piaskowopłową, różowawą; od spodu nieco jaśniejsze, bardziej kremowopłowe. Skrzydła są połyskliwe, niebieskoczarne, poza lotkami I rzędu, które nasady i końcówki mają czarne. Skrzydełko i szerokie końcówki lotek II rzędu również wyróżnia barwa biała. Pokrywy skrzydłowe mniejsze piaskowopłowe. Sterówki białe z ciemniejszymi paskami wzdłuż stosin, nie sięgają do końca. Nogi i dziób czarne, tęczówka ciemnobrązowa.

## Zasięg występowania
Endemit północno-zachodnich Chin. Występuje na pustyni Takla Makan w Sinciangu, od Jarkend na wschód po Lob-nor.

## Ekologia i zachowanie
Środowiskiem życia tych ptaków są piaszczyste pustynie z krzewami i niskimi drzewami, w tym topolami. Zwykle sójeczki białosterne przebywają w parach lub grupach rodzinnych. Są ostrożne i skryte. Poruszają się po ziemi charakterystycznym dla krukowatych kaczkowatym chodem, zamiast skakać. Żerują poprzez kopanie w piasku swoim długim dziobem; w żołądkach znajdowano owady i ziarno, prawdopodobnie pochodzące z odchodów dużych ssaków.

### Lęgi
Gniazda znajdywano w marcu. Znajdują się w krzewach i niskich drzewach, około metra nad ziemią. Jest to konstrukcja z patyków, wewnątrz wyściełana na kształt kubeczka wełną, włosiem, suchymi trawami, nasionami z niosącymi je na wietrze strukturami i liśćmi. W zniesieniu znajduje się od 1 do 3 jaj. Mają jasnoniebieską skorupkę pokrytą brązowymi wzorami.

## Status i zagrożenia
IUCN uznaje sójeczkę białosterną za gatunek bliski zagrożenia (NT, Near Threatened) od 2000 roku (stan w 2021); wcześniej, od 1994 roku klasyfikowano ją jako gatunek narażony (VU, Vulnerable). Zagrożeniem dla gatunku jest fragmentacja i niszczenie środowiska wskutek wypasu kóz i wielbłądów, wydobycia ropy naftowej, wycinki drzew i przekształcania pustyni w nawadniane pola.